# Omsundbrua

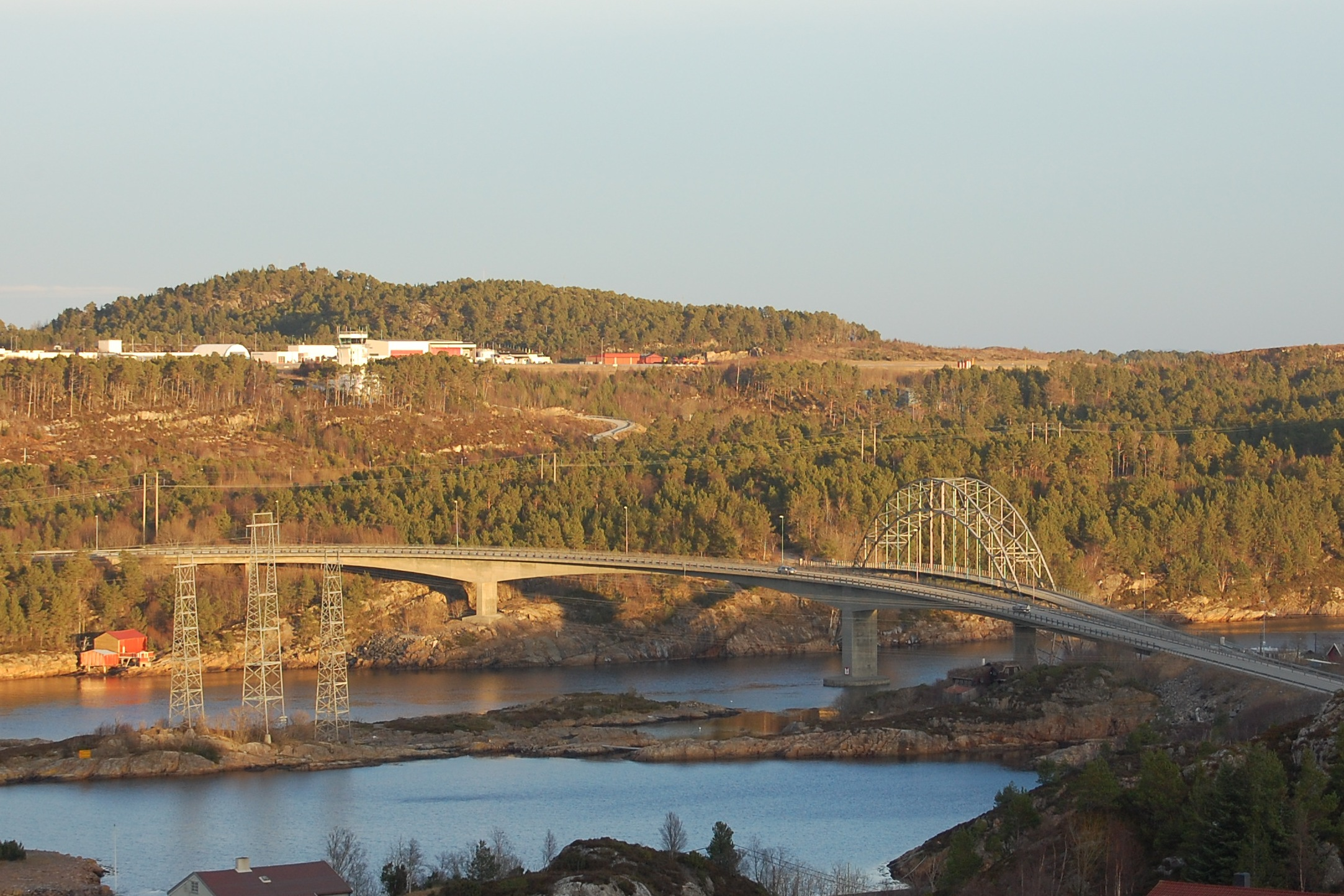
Omsundbrua

Die Brücke Omsundbrua liegt in der norwegischen Kommune Kristiansund im Fylke Møre og Romsdal. Die Brücke überquert die Meerenge Omsundet zwischen den Inseln Frei und Nordlandet und ist Teil der Straße Riksvei 70.

## Lage
Die Brücke führt zunächst über die Meerenge Rensviksundet auf die kleine im Omsund gelegene Insel Rensvikholmen. Von dort führt sie weiter in den Norden auf die Insel Nordlandet, wo auch die Stadt Kristiansund liegt. Im zweiten Abschnitt weiter östlich verläuft die alte Brücke, die auch als Gamle Omsundbrua bekannt ist.

## Geschichte
Mit dem Bau der ersten Brücke wurde Ende der 1930er-Jahre begonnen. Sie wurde im April 1940 kurz vor dem Kriegsausbruch in Norwegen fertig. Aufgrund des Kriegsausbruchs wurde sie allerdings nicht offiziell eingeweiht. Am 22. April wurde durch deutsche Bomber versucht, die Brücke zu bombardieren. Die Brücke selbst überstand diese Angriffe, ein 15-jähriger Junge starb allerdings. Die alte Brücke wurde während des Zweiten Weltkriegs für die Evakuierung der Bewohner Kristiansunds genutzt. Das neue Brückenbauwerk wurde im Jahr 1981 fertiggestellt und die alte Brücke ist seitdem für Fußgänger geöffnet.